# Libnotes (Libnotes) recurvinervis
Libnotes (Libnotes) recurvinervis is een tweevleugelige uit de familie steltmuggen (Limoniidae). De soort komt voor in het Palearctisch gebied.